# Galàxia del Molinet
|  | Per a altres significats, vegeu «Galàxia del Molinet Austral». |

La galàxia del Molinet (Messier 101, M101 o NGC 5457) és una galàxia espiral vista frontalment, situada a la constel·lació de l'Ossa Major. Va ser descoberta per Pierre Méchain el 27 de març de 1781, que va comunicar el seu descobriment al seu amic Charles Messier, que va verificar-ne la posició i la va afegir al seu catàleg. M101 es pot observar amb binoculars amb unes condicions atmosfèriques i de foscor excel·lents. Caldrà un telescopi de 250 mm per a poder distingir-ne el nucli, més brillant, i fragments de braços espirals. Els braços espirals ofereixen, amb bones condicions, un magnífic espectacle amb un telescopi de 400 mm.

## Descripció

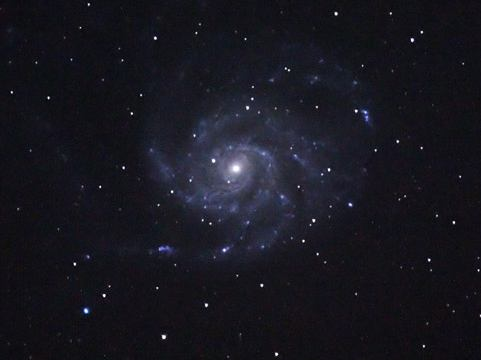
La galàxia espiral Messier 101. Fotografia presa amb un telescopi 250/1.200 mm

M101 és una galàxia relativament gran comparada amb la Via Làctia. L'observació mitjançant el telescopi espacial Hubble, el 1994-95, de cefeides situades a la galàxia ha permès establir la distància d'M101 en 23 milions d'anys llum de la Terra. Té un diàmetre de 170.000 anys llum (quasi el doble que el de la Via Làctia). La seva massa és aproximadament de 16 mil milions de masses solars; aquesta mesura no és del tot exacta i possiblement estigui per sota de la realitat per la baixa lluentor superficial de M101. Noves observacions de la seva regió HII i de les velocitats rotacionals han donat un nombre entre els 100.000 milions i el bilió de sols.

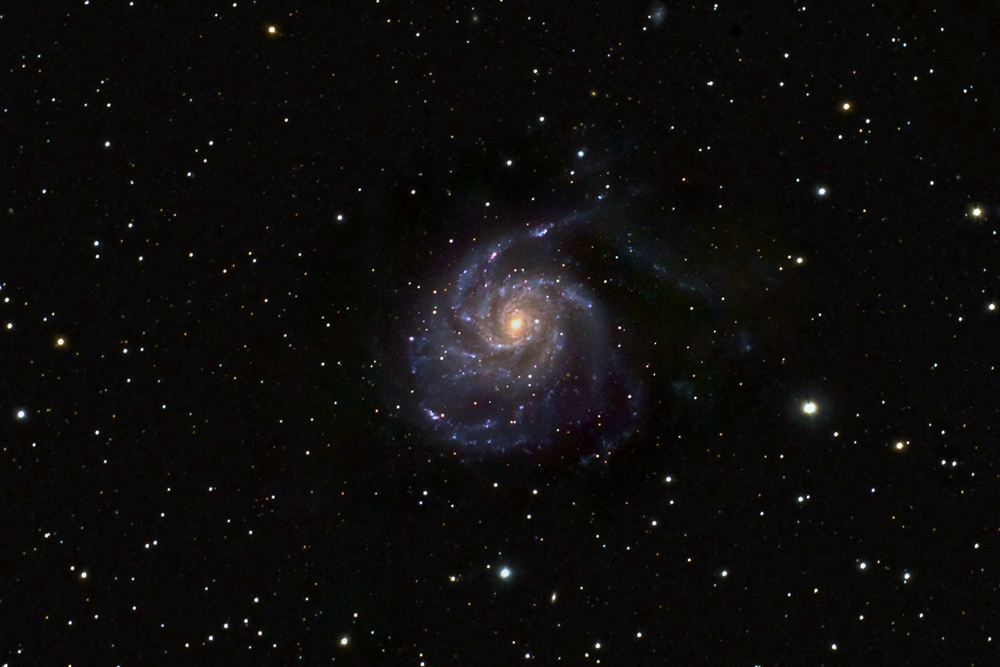
La galàxia del Molinet. Crèdit: Scott Anttila

Una altra característica d'aquesta galàxia són les seves regions HII extremadament gran i brillants, unes 3.000 s'han pogut fotografiar. Les regions HII són llocs que contenen enormes núvols d'hidrogen d'alta densitat contraient-se sota la seva pròpia força gravitacional. A poc a poc, quan l'hidrogen s'ha contret prou com per començar el procés de fusió, neixen noves estrelles. Conseqüentment, les regions HII són llocs que sovint contenen un gran nombre d'estrelles joves brillants i calentes, que confereixen a la regió el característic color blau. En fotografia M101 presenta un costat asimètric. Es pensa que en un passat recent (en termes galàctics) M101 va experimentar un encontre amb una altra galàxia i les forces de marea gravitacionals associades van causar aquesta asimetria. A més, aquest encontre també amplifica les ones de densitat als seus braços espirals. L'amplificació d'aquestes ones porta a la compressió del gas hidrogen interestel·lar, que llavors provoca una forta activitat de formació estel·lar.
El 28 de febrer de 2006, la NASA i l'ESA van revelar una imatge molt detallada de la galàxia del Molinet, la més gran i detallada d'una galàxia feta pel telescopi espacial Hubble fins llavors. La imatges estaven compostes de 51 exposicions individuals a més d'algunes fotografies extra fetes des de la Terra.
Des de principis del segle xx, s'hi han descobert cinc supernoves: 
- SN 1909A, descoberta el 26 de gener de 1909 per Max Wolf;
- SN 1951H, de tipus II, descoberta el 1951;
- SN 1970G, descoberta el 30 de juny de 1970 i que va ser la més lluminosa.
- SN 2011fe, de tipus Ia, descoberta el 24 d'agost de 2011 pel Palomar Transient Factory.
- SN 2023ifx, de tipus II, descoberta el 19 de maig de 2023 pel japonès Koichi Itagaki.

## Galàxies companyes
M101 té cinc galàxies companyes prominents: NGC 5204, NGC 5474, NGC 5477, NGC 5585, i Holmberg IV. Com abans s'ha apuntat, la interacció gravitacional entre M101 i les seves satèl·lits pot haver provocat la formació de l'estructura d'M101, i molt probablement hagi distorsionat la galàxia companya NGC 5474. M101 i les seves companyes comprenen la major part o possiblement tot el grup de galàxies conegut com a grup M101.